# الناقل (المشنة)

تعديل مصدري - تعديل

الناقل هي إحدى قرى عزلة الحوج العدنى بمديرية المشنة التابعة لمحافظة إب، بلغ تعداد سكانها 1084 نسمة حسب تعداد اليمن لعام 2004.